# 川越市立古谷東小学校
川越市立古谷東小学校（かわごえしりつ　ふるやひがししょうがっこう）は、埼玉県川越市にあった公立小学校である。2009年に閉校し、現在は川越市立教育センターになっている。

## 概要
小学校周囲はグリーンパークとよばれる団地であり、1987年に川越市立古谷小学校から分離された。ピーク時の1989年は約570人の児童数があったが、年々児童数が減少。閉校直前の2008年には児童数は68名だった。

## 沿革
- 1987年4月1日 - 川越市大字古谷上6083番地の7、6083番地の8、古谷本郷1492番地の5（川越住友グリーンパークA棟からK棟）を通学区として、川越市立古谷小学校より分離し、川越市立古谷東小学校が発足する。
- 同10月3日 - 開校記念式典挙行、開校記念日にする。
- 同11月13日 - 校章ならびに校歌制定。
- 2009年3月31日 - 閉校・川越市立古谷小学校に統合。現在は川越市立教育センターになっている。

## 学区
川越グリーンパークのうち、A棟からK棟までが学区であった。

## クラブ
閉校直前時点で、卓球・バドミントン・球技・コンピュータの4つがあった。

## 教育目標
かしこい子・やさしい子・たくましい子

## 校歌
しなやかに生きる日の歌
- 作詞　こわせ・たまみ
- 作曲　岩河　三郎

## 交通
- 川越駅東口よりバス